# Hans-Dieter Belitz
Hans-Dieter Belitz (* 9. März 1931 in Merseburg; † 31. März 1993) war ein deutscher Lebensmittelchemiker und Professor an der Technischen Universität München. Seit 1969 war er zugleich Direktor der Deutschen Forschungsanstalt für Lebensmittelchemie, seinerzeit in Garching. Belitz war zusammen mit Werner Grosch Autor des wichtigsten deutschen Lehrbuches der Lebensmittelchemie, des „Belitz-Grosch“ (zuerst 1982), das mehrfach aufgelegt und ins Englische, Spanische und Griechische übersetzt wurde. Das Lehrbuch wurde bis 2008 von Grosch und Peter Schieberle weitergeführt.

## Leben
Belitz studierte Chemie an der Universität Halle (1950–1951) und an der Technischen Universität Berlin (1951–1955). Hier promovierte er 1957 bei Josef Schormüller und erhielt 1962 die Venia legendi. Er habilitierte sich über Phosphorproteine des Eidotters und ihren enzymatischen Abbau. 1966 erhielt er einen Ruf der Technischen Universität München auf das Ordinariat für Lebensmittelchemie und wurde 1969 auch zum Direktor der Deutschen Forschungsanstalt für Lebensmittelchemie berufen. Seit 1973 leitete er im Nebenamt das damalige Kurt-Hess-Institut für Mehl- und Eiweißforschung, das heute nach Belitz benannt ist.
In über 200 wissenschaftlichen Veröffentlichungen hat er vor allem über Struktur-Wirkungsbeziehungen bei Proteinen und Geschmacksstoffen geforscht. Seine einflussreichsten Arbeiten analysierten den Weizenkleber, das Protein, das die – im Unterschied zu den anderen Getreiden – besonderen Backeigenschaften des Weizens ausmacht. Durch die Analyse charakteristischer Spaltpeptide wurde die Sonderstellung des Weizens in Bezug auf die Backeigenschaften analysiert. Außerdem wurden die Strukturen der Getreideproteine aufgeklärt, die bei genetisch disponierten Personen Zöliakie hervorrufen. Belitz wird vor allem durch diese Arbeiten in der Datenbank der „Highly Cited Researcher“ des Institute for Scientific Information geführt, die die jeweils meistzitierten 250 Wissenschaftler einzelner Fachgebiete aufführt.
Belitz erhielt für seine Arbeiten mehrere Auszeichnung und war Mitglied zahlreicher nationaler und internationaler Gremien. 1988 erhielt er etwa von der Gesellschaft Deutscher Chemiker die Joseph-König-Gedenkmünze. 21 Jahre hatte er den Vorsitz im wissenschaftlichen Ausschuss des „Forschungskreises der Ernährungsindustrie“ inne. Der Forschungskreis verleiht heute die Hans-Dieter-Belitz-Medaille. 1985 erhielt er das „Verdienstkreuz am Bande“ des Verdienstordens der Bundesrepublik Deutschland.

## Hans-Dieter-Belitz-Medaille des Forschungskreises der Ernährungsindustrie
Für die Förderung der Kooperation zwischen Industrie und Wissenschaft verleiht der Forschungskreis der Ernährungsindustrie seit 2002 die Hans-Dieter-Belitz-Medaille. Bisherige Preisträger sind:
- 2002: Rolf Stute (1935–2006), Bestfoods Heilbronn (vorher Maizena GmbH und CPC)
- 2005: Friedrich Meuser, Technische Universität Berlin, Institut für Lebensmitteltechnologie und Lebensmittelchemie
- 2005: Hans Steinhart, Universität Hamburg, Fachbereich Chemie, Institut für Lebensmittelchemie
- 2008: Heinz D. Jodlbauer, Food Consulting GmbH, Hannover
- 2013: Bernd Schartmann, Lindt & Sprüngli, Aachen
- 2017: Udo Spiegel, Dr. August Oetker Nahrungsmittel KG, Bielefeld
- 2019: Peter Schieberle, TU München

## Auflagen des Lehrbuches „Belitz-Grosch“
- erste deutsche Auflage: Lehrbuch der Lebensmittelchemie. Springer-Verlag 1982, 788 S., ISBN 3-540-10935-8, heute aktuell sechste deutsche Auflage 2008, XLVI, 1118 S., ISBN 978-3-540-73201-3. Seit der fünften Auflage 2001 ist Peter Schieberle Mitautor des Lehrbuches.[1]
- erste englische Auflage, Springer 1987: Food chemistry. Berlin: Springer 1987, XXXV, 774 S., ISBN 3-540-15043-9, bisher vierte englische Auflage 2009: Food chemistry. ISBN 978-3-540-69935-4
- zweite spanische Auflage: Química de los alimentos. Zaragoza (España): Ed. Acribia 1997, XLC, 1087 S. ISBN 84-200-0835-4
- griechische Ausgabe (ins griechische nach der 3. englischen Auflage) 2006: Chemeia trophimon. 1599 S., ISBN 978-960-418-138-4